# Chu trình thủy ngân

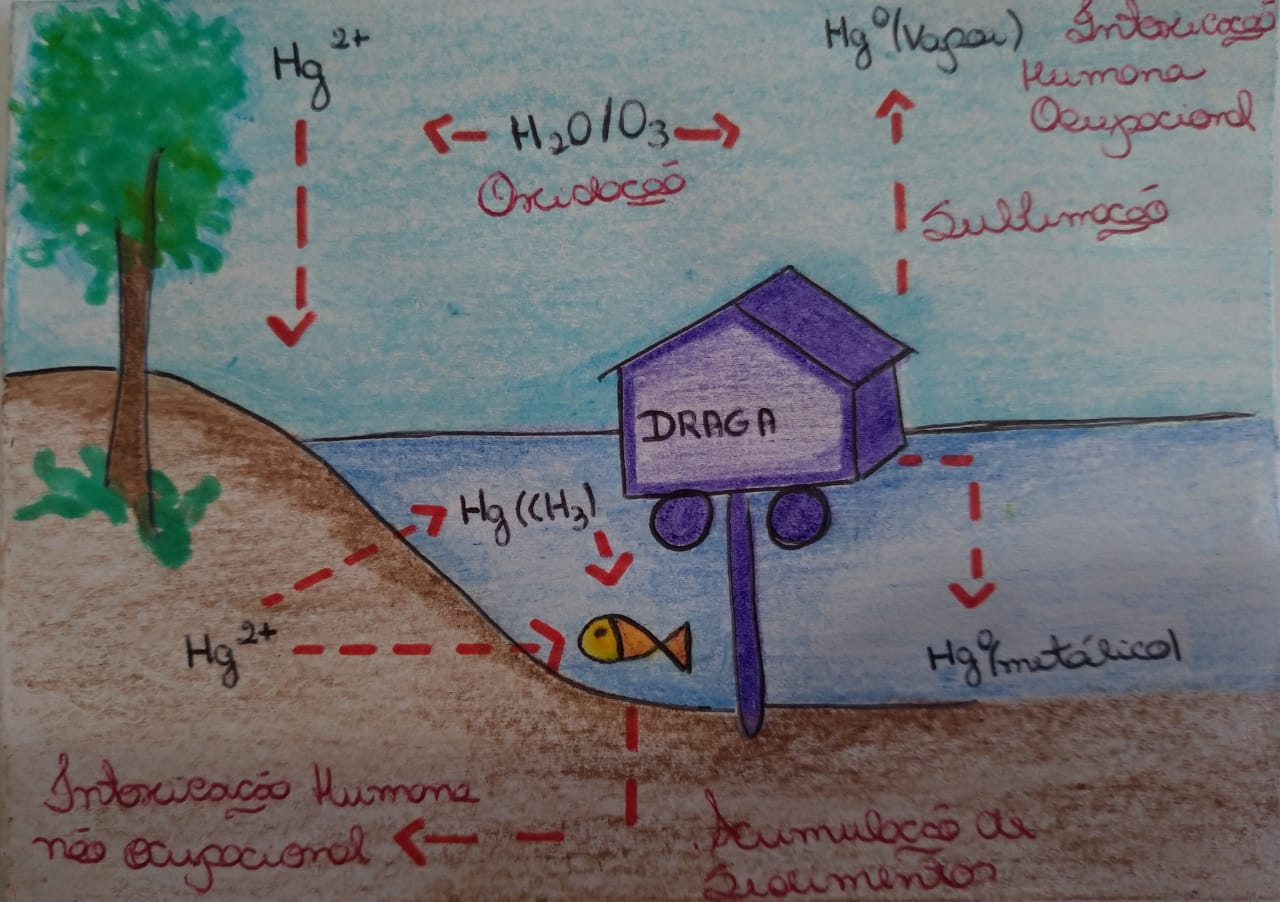
Chu trình thủy ngân

Chu trình thủy ngân là một chu trình sinh địa hóa bao hàm thủy ngân. Thủy ngân đáng chú ý vì là kim loại duy nhất ở trạng thái lỏng tại nhiệt độ phòng. Nó là một kim loại không ổn định và dễ bay hơi, mặc dù sẽ mất một lúc để bay hơi.

## Quá trình
Hầu hết thủy ngân tự nhiên xuất hiện dưới dạng chu sa, HgS. Ở đây thủy ngân (Hg2+) liên kết rất chặt với lưu huỳnh, nhưng quá trình phong hóa dần dần làm nhả thủy ngân ra ngoài môi trường. Cũng có một lượng nhỏ thủy ngân trong than đá. Khai thác hủy ngân hoặc đốt cháy than đá sẽ cho ra thủy ngân. Núi lửa và cháy rừng cũng là nguồn của thủy ngân.
Các nhà máy Clo, trong số những nguồn khác, thải thủy ngân ra ngoài khí quyển. Lượng thủy ngân này lại lắng trở lại đất và nước. Thủy ngân vô cơ có thể được vi khuẩn và cổ khuẩn chuyển hóa lại thành ion kim loại hữu cơ, thủy ngân metyl ([CH3Hg]+), những chất sau đó tích lũy sinh học vào các loài cá như cá ngừ và cá kiếm. Trải qua một khoảng thời gian dài, một số thủy ngân tái kết hợp với lưu huỳnh và bị chôn vùi trong lớp trầm tích. Sau đó thì chu trình lại tự lặp lại.